# Ištar
Ištar (sumersko 𒀭𒈹, latinizirano: dMÙŠ akadsko Ištar, pri Sumercih znana tudi kot Inana) je bila vzhodnosemitska akadska, asirska in babilonska boginja plodnosti, ljubezni, vojne in spolnega poželenja. Bila je hči boga Sina in sestra sončnega boga Šamaša in poosebljala planet Venero. Bila je nasprotje sumerske Inane in sorodna s feničansko boginjo Astarto in rimsko boginjo Venero.

## Razvoj kulta
Primerjalne študije kažejo, da bi Ištar lahko bila sprva moško božanstvo, ki so ga po akadski asimilaciji sumerske kulture morda poistovetili s sumersko boginjo Inano. Obe božanstvi sta poosebljali planet Venero. Izjemno razični značaji Inane-Ištar bi lahko pomenili, da se je v zgodovini z njima asimiliralo tudi mnogo različnih mestnih božanstev s svojimi svetišči in izročilom. 
Boginji Ištar ustreza zahodnosemitska boginja Astarta, s katero se ne more povsem poistovetiti. V kasnejši grški in rimski mitologiji sta njeno mesto prevzeli boginji Afrodita oziroma Venera.

## Miti in molitve
V mitih in molitvah je  boginja Ištar  prikazana kot boginja ljubezni in spolnosti in je ravno zato zelo podobna boginji Inani.  

### Ištarin spust v spodnji svet
Najbolj znan je mit o Ištarinem spustu v spodnji svet, ohranjen v akadskem jeziku. 
Mit pravi, da je Ištar po strastni zvezi z bogom žetve Tamuzom obiskala spodnji svet, kjer se je spopadla s svojo sestro in boginjo podzemlja Ereškigal. Ereškigal je ubila Ištar, njeni služabniki pa so oživeli in se vrnili na gornji svet. Po eni od razlag Tamuz ni pokazal nobene zaskrbljenosti zaradi njene smrti, zato je Ištar nadenj poslala demone, ki so ga odpeljali v spodnji svet. Od takrat je pol leta živel v spodnjem in pol leta v gornjem svetu. 

### Ep o Gilgamešu
V Epu o Gilgamešu je Ištar prikazana kof nekoliko muhasta boginja, ki je poskušala zapeljati Gilgameša, vendar jo je zavrnil. Pri tem se je izgovarjal na usodo, ki je doletela vse njene ljubimce, zlasti Tamuza.